# Krötel
Krötel war ein Salzmaß in Bayern und gehörte zu den sehr alten Maßen.
Die Bezeichnung war eng mit der Verpackungsart und der Sudart verbunden gewesen. So gab es Scheiben-, Krötel-, Saum- und Plachensalz und die bildeten die Grundlage für die Verzollung. Krötel war der Korb beziehungsweise das Salzfass.
- 1 Krötel = 3 Scheiben, später 3 ½ dann 4 Scheiben.

Scheiben wurde das Salz in den hölzernen Salzkufen genannt.
- 1 Krötel = 9 Fuder = 7 ½ Metzen = 277,5 Pfund
- 1 Fuder Salz = 4 Galvai; später Unsäld = Wagenlast = 14 Galvai = 28 Metzen

Eine größere Einheit war 1 Gut Krötel mit 34 Krötel.